# Eddie Henderson

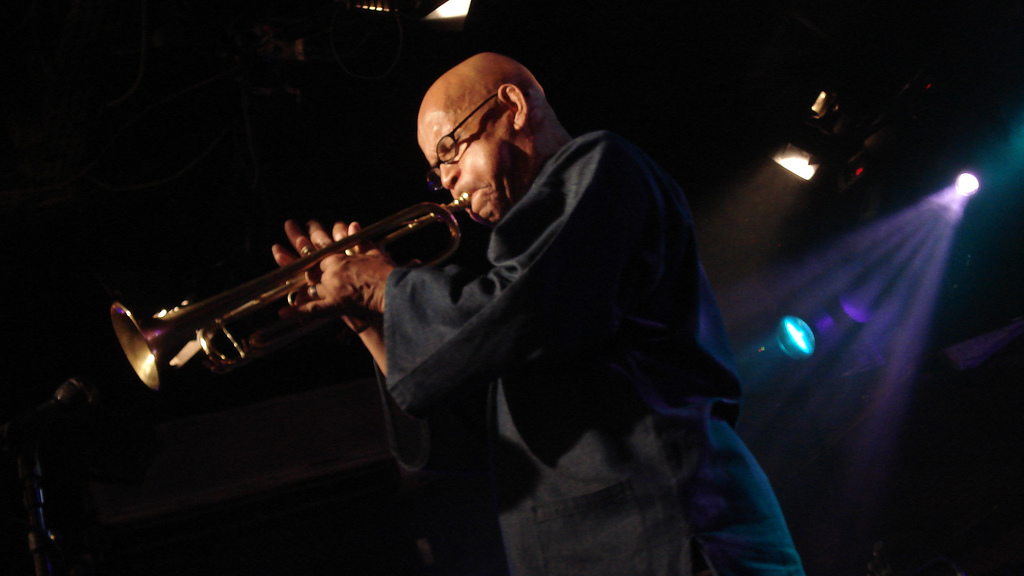
Eddie Henderson

Edward Jackson „Eddie“ Henderson (* 26. Oktober 1940 in New York City) ist ein amerikanischer Trompeter (auch Flügelhorn) des Modern Jazz, der auch als Arzt und Psychiater tätig war.

## Leben und Wirken
Henderson, dessen Mutter in der Cotton-Club-Revue die Tanzpartnerin von Bill „Bojangles“ Robinson war, und dessen Vater eine Band leitete, wuchs in einem Haushalt auf, in dem Musiker wie Louis Armstrong, Duke Ellington, Fats Waller oder Miles Davis verkehrten. Als Neunjähriger lernte er Trompete, zunächst bei Armstrong, und vertiefte auf dem Konservatorium von 1954 bis 1957 weiter dieses Instrument und Musiktheorie. Nach einigen Jahren in der Armee studierte er zunächst von 1961 bis 1964 Zoologie an der University of California, dann bis 1968 Medizin an der Howard University, anschließend spielte er bei John Handy und bei Philly Joe Jones.
Von 1970 bis 1973 war Henderson Mitglied des Sextetts von Herbie Hancock, mit dem er Fusion-Alben wie Mwandishi oder Sextant aufnahm; daneben spielte er mit Miroslav Vitouš (Infinite Search), Joe Henderson (Inside Out), Pharoah Sanders, Mike Nock und Charles Earland. 1973 wurde er für sechs Monate Mitglied der Jazz Messengers von Art Blakey. Er spielte dann bei Julian Priester, Elvin Jones, Billy Harper, Kenny Barron, Mulgrew Miller und immer wieder bei Hancock, war aber zeitweilig (ungefähr zwischen 1975 und 1985 in San Francisco) auch als Allgemeinmediziner und als Psychiater tätig. Seit Mitte der 1990er leitete er wieder eigene Gruppen, mit denen er regelmäßig eigene Platten vorlegte. Daneben spielte er auch mit Richard Davis, McCoy Tyner, Bertha Hope, Gary Bartz oder der Mingus Big Band.  Seit 2007 arbeitet er mit der All-Star-Formation The Cookers. Zu hören ist er auch auf Gerald Cannons Album Live at Dizzy’s Club: The Music of Elvin & McCoy (2024).

## Diskografie
- 1973: Realization (mit Bennie Maupin, Herbie Hancock, Patrick Gleeson, Buster Williams, Billy Hart, Lenny White)
- 1974: Inside Out
- 1975: Sunburst
- 1976: Heritage
- 1977: Comin’ Through
- 1978: Mahal
- 1979: Running to Your Love
- 1994: Phantoms
- 1994: Inspiration
- 1994: Flight of Mind
- 1994: Think on Me
- 1995: Dark Shadows
- 1998: Dreams of Gershwin.
- 1999: Reemergence
- 2001: Oasis
- 2003: So What
- 2004: Time and Spaces
- 2005: Manhattan in Blue
- 2006: Precious Moment
- 2007: Association
- 2012: Eddie Henderson & Friends Play the Music of Amit Golan
- 2015: Collective Portrait
- 2018: Be Cool
- 2023: Witness to History (mit Donald Harrison, George Cables, Gerald Cannon, Lenny White)[1]

## Lexigraphische Einträge
- Wolf Kampmann (Hrsg.), unter Mitarbeit von Ekkehard Jost: Reclams Jazzlexikon. Reclam, Stuttgart 2003, ISBN 3-15-010528-5.
- Martin Kunzler: Jazz-Lexikon. Band 1: A–L. (= rororo-Sachbuch. Band 16512). 2. Auflage. Rowohlt, Reinbek bei Hamburg 2004, ISBN 3-499-16512-0.